# Suchy Ług
Suchy Ług – użytek ekologiczny położony na terenie gminy Korfantów w województwie opolskim. Utworzony Rozporządzeniem Wojewody Opolskiego z 3 lutego 1997 roku. Jego powierzchnia wynosi 29,58 ha. Przedmiotem ochrony jest ciąg śródleśnych łąk o wysokich walorach przyrodniczych i krajobrazowych. Łąki są również miejscem stałego żerowania bociana czarnego, żurawia i wielu innych gatunków ptaków.